# Primera División de Costa Rica 1938
Die Saison 1938 war die 18. Spielzeit der Primera División de Costa Rica, der höchsten costa-ricanischen Fußballliga. Es nahmen sechs Mannschaften teil. Orión holte sich zum ersten Mal in der Vereinsgeschichte den Meistertitel.

## Austragungsmodus
- Die sechs teilnehmenden Teams spielten in einer Einfachrunde (Hin- und Rückspiel) im Modus Jeder gegen Jeden den Meister aus.
- Der Letztplatzierte bestritt ein Relegationsspiel gegen den Meister der Zweiten Liga.

## Endstand

### Hauptrunde
| Pl.             | Verein           | Sp. | S | U | N | Tore  | Diff. | Punkte |
| --------------- | ---------------- | --- | - | - | - | ----- | ----- | ------ |
| 01              | Orión FC         | 10  | 7 | 1 | 2 | 36:24 | 12    | 15     |
| 02              | SG Española      | 10  | 6 | 1 | 3 | 24:22 | 2     | 13     |
| 03              | CS Herediano (M) | 10  | 4 | 2 | 4 | 23:31 | −8    | 10     |
| 04              | LD Alajuelense   | 10  | 3 | 2 | 5 | 26:24 | 2     | 8      |
| 05              | CS La Libertad   | 10  | 3 | 2 | 5 | 25:28 | −3    | 8      |
| 06              | CS Cartaginés    | 10  | 3 | 0 | 7 | 31:36 | −5    | 6      |
| Stand: Endstand |                  |     |   |   |   |       |       |        |

### Relegation
| Letzter 1°División | Ergebnis | Meister 2°División |
| ------------------ | -------- | ------------------ |
| CS Cartaginés      | *        | CS México          |

| * | Das Endergebnis ist heute unbekannt. Sicher ist nur, dass Cartago gewann und in der nächsten Spielzeit in der ersten Liga spielte. |